# Лёгочная альвеола

Альвеолы

Альвео́ла (лат. alveolus «ячейка, углубление, пузырёк») — концевая часть дыхательного аппарата в форме пузырька, открывающегося в просвет респираторных бронхиол, составляющих респираторные отделы в лёгком. Альвеолы участвуют в акте дыхания, осуществляя газообмен с лёгочными капиллярами. В одном лёгком около 300.000.000 альвеол.

## Анатомия
В респираторных бронхиолах 1-го порядка количество альвеол в стенке небольшое, в респираторных бронхиолах 2-го их больше, респираторных бронхиолах 3-го порядка - еще больше, альвеолярные ходы почти на 100% образованы альвеолами, альвеолярные мешочки полностью образованы альвеолами. Альвеолярные мешочки имеют многоугольную форму, разделяются межальвеолярными перегородками толщиной 2—8 мкм. Межальвеолярные перегородки представлены стенками альвеол, расположенными между ними элементами соединительной ткани (эластическими, коллагеновыми и ретикулярными волокнами) и сетью капилляров, участвующих в газообмене. Некоторые альвеолы сообщаются между собой благодаря отверстиям в межальвеолярных перегородках («порам Кона»).
Общее количество альвеол в обоих лёгких человека составляет 600—700 миллионов. Диаметр одной альвеолы новорождённого ребёнка в среднем 150 мкм, взрослого — 280 мкм, в пожилом возрасте достигает 300—350 мкм. Общая поверхность альвеол изменяется от 30 м² при выдохе до 100 м² при глубоком вдохе
Внутренний слой альвеолярной стенки сформирован дыхательными альвеоцитами (альвеоциты 1-го типа) и большими (секреторными) альвеоцитами (альвеоциты 2-го типа), альвеолярными макрофагами (альвеоциты 3-го типа). Альвеолоциты 1-го типа, участвующие в газообмене, занимают значительно бо́льшую площадь (97,5 % внутренней поверхности альвеолы), чем альвеоциты 2-го типа (гранулярные, кубовидные, секреторные клетки). Как и альвеоциты 1-го типа, альвеолоциты 2-го типа расположены на базальной мембране; эти клетки вырабатывают сурфактант — поверхностно-активное вещество, выстилающее изнутри альвеолы и препятствующее их спадению. В совокупности альвеолоциты всех типов образуют альвеолярный эпителий и лежат на базальной мембране.
Аэрогематический (воздушно-кровяной) барьер между альвеолярным воздухом и легочными капиллярами образован истонченными участками цитоплазмы дыхательных альвеолоцитов, базальной мембраной альвеолярного эпителия, стенкой легочного капилляра и составляет 0,5 мкм. В некоторых местах базальные мембраны расходятся, формируя щели, заполненные элементами соединительной ткани. Каждый капилляр участвует в газообмене с несколькими альвеолами.

## Иллюстрации

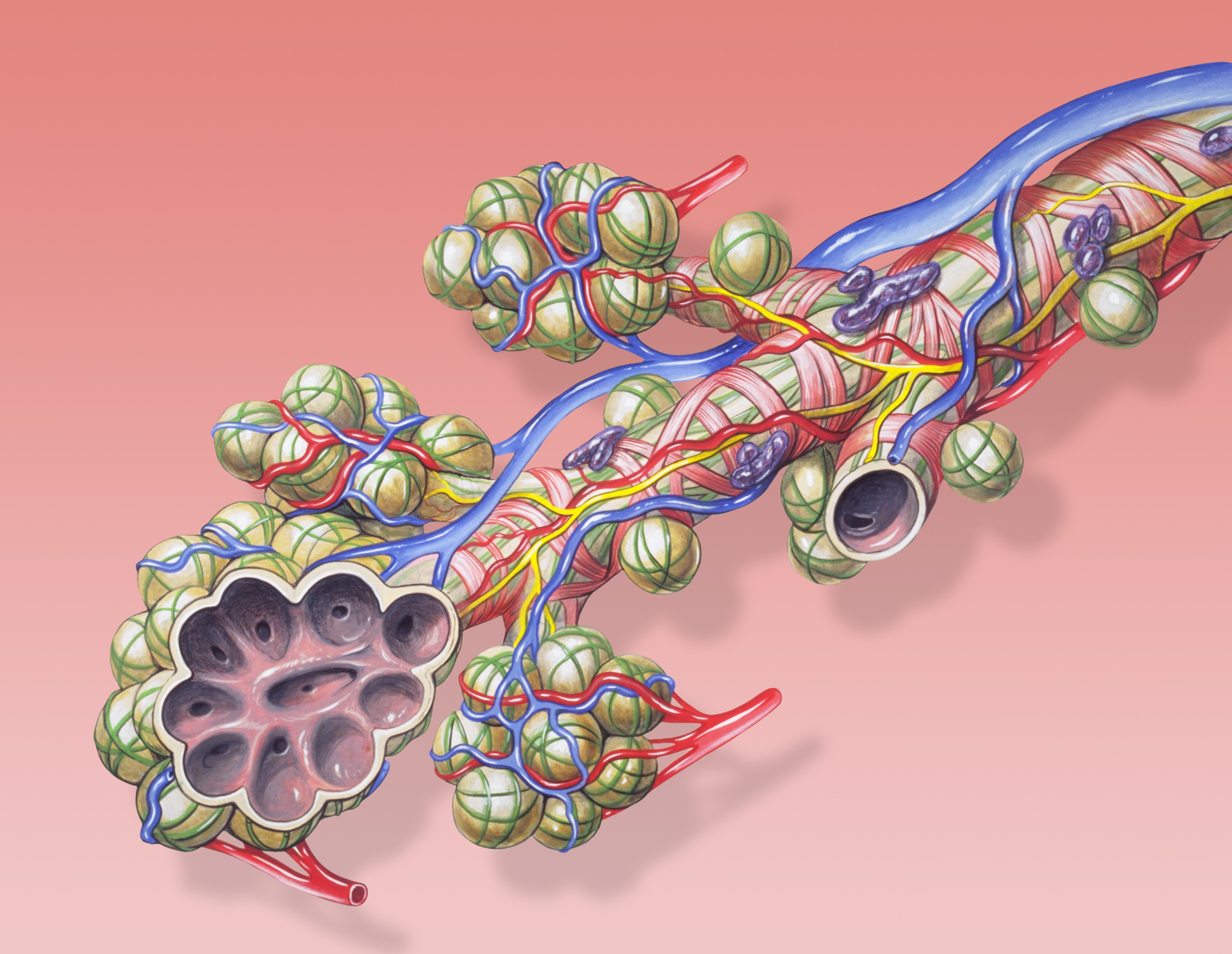
Анатомия бронхиального дерева
Дыхательная система человека